# Краинский, Дмитрий Васильевич
Дми́трий Васи́льевич Краи́нский (23 октября (5 ноября) 1871, Шебекино — 13 марта 1935, Белград) — русский тюрьмовед и тюремный инспектор. Автор дневниковых записей об истории последних лет Российской империи и годах Гражданской войны. 

## Биография

### Ранняя биография
Родился 23 октября (5 ноября) 1871 года в слободе Шебекино Белгородского уезда Курской губернии. Был вторым из шести сыновей известного в XIX веке агронома Василия Евграфовича Краинского, который в этот момент занимался организацией в Шебекине сельскохозяйственной школы. Младший брат психиатра Николая Васильевича Краинского. Среднее образование получил во Второй харьковской гимназии, после окончания которой в 1893 году поступил на Юридический факультет Императорского Харьковского университета. Окончил университет в 1898 году с дипломом первой ступени.

### Тюремный инспектор
22 апреля 1903 года Краинский поступил на службу в Главное тюремное управление, в 1904 году был назначен помощником губернского тюремного инспектора Черниговской губернии М. Аммосова, который подчинялся непосредственно губернатору и был фактически руководителем всех пенитенциарных учреждении в губернии. 1 февраля 1910 года занял должность губернского тюремного инспектора. В то же самое время состоял в нескольких общественных организациях, в частности, возглавлял «Общество покровительства лицам, освобождённым из мест заключения», также входил в число попечителей Черниговского отделения Императорского русского музыкального общества, в классах при котором преподавал.
В 1912 году опубликовал в Чернигове обстоятельное сочинение на 133 страницах под названием «Материалы к исследованию истории русских тюрем в связи с историей учреждения Общества Попечительного о тюрьмах», в котором провёл анализ тюремного строительства в Российской империи. В начале 1914 года принял участие во Втором съезде тюремных деятелей, на котором выступил с несколькими докладами, опубликованными позднее в «Тюремном вестнике» (№№ 3 и 4 за 1914 год). Много лет работал над книгой «Бытовая сторона жизни в русских тюрьмах в связи с психологией уголовных преступников», однако она так и не была опубликована из-за начавшейся в 1914 году Первой мировой войны и произошедшей в 1917 году революции в России.
1 сентября 1915 года Краинский был назначен Полтавским губернским тюремным инспектором, однако уже 30 сентября вернулся на прежнюю должность в Черниговской губернии. После Февральской революции, в мае 1917 года был вызван в Петроград, где ему была предложена должность в области законодательной деятельности по реформированию тюремного
дела, от которой он однако отказался и вернулся в Чернигов.

### Гражданская война
На протяжении 1917—1919 годов, в условиях гражданской войны, Чернигов многократно переходил из рук в руки противоборствующих сторон, и Краинский был одним из очень немногих руководителей имперской администрации, в течение всего этого времени сохранявших свой пост. 12 января 1919 года в город вошли войска большевиков, которые предложили Дмитрию Васильевичу продолжить службу и даже хотели существенно расширить его полномочия. Однако Краинский отказался, сославшись на необходимость преподавать в музыкальных классах, и оставил должность. 11 октября 1919 года Чернигов заняли части Добровольческой армии, которые смогли удержать его лишь до 5 ноября. Во время их отхода Краинский присоединился к отступавшим войскам.
19 декабря Дмитрий Васильевич прибыл в Одессу, где был назначен заведующим местами заключения. Однако 7 февраля 1920 года началось отступление белых — он покинул город и вместе с отрядом полковника Александра Анатольевича Стесселя направился к румынской границе. Румынские войска не желали пропускать русских беженцев, которых скопилось на границе около 6—7 тысяч человек, и даже открывали по ним пулемётный огонь, но 17 февраля Краинскому всё же удалось перебраться через границу. В течение месяца вместе со многими другими беженцами он скитался по Румынии, пока ему не удалось в Тульче сесть на пароход «Адмирал Кашерининов» и прибыть в числе 145 других беженцев 4 мая 1920 года в болгарский город Варну. Здесь от другого русского эмигранта он узнал о бедственном положении его родных, которые находились в Крыму.
21 июля 1920 года Краинский прибыл в Севастополь, где был вскоре назначен заведующим хозяйством дивизионного лазарета Второй кубанской дивизии, которой командовал генерал-лейтенант Сергей Георгиевич Улагай. 28 июля дивизия, включая лазарет, была отправлена на пароходе «Мария» на Кубань, где должна была поднять восстание среди кубанских казаков, однако экспедиция провалилась и дивизия возвратилась в Севастополь. Здесь Дмитрий Васильевич встретился со своим братом Николаем, вместе с которым эвакуировался из Крыма 12 ноября 1920 года на борту грузового парохода «Ялта» — сперва в Константинополь, а затем — в Королевство сербов, хорватов и словенцев, где оставался до конца жизни.

### Последние годы в эмиграции
В первые годы после эмиграции Дмитрий Васильевич обосновался в Загребе, где зарабатывал на жизнь уроками музыки. В 1926 году он переехал в город Нови-Бечей, где в корпусах бывшей Мадьярской школы разместился эвакуированный из Харькова Институт благородных девиц, в котором Краинский работал учителем музыки вплоть до его закрытия в 1932 году. После закрытия института Дмитрий Васильевич остался в Нови-Бечее, где давал частные уроки музыки, рисовал, занимался лепкой и плёл корзины из лозы, а также приводил в порядок записи в своём дневнике, который вёл на протяжении почти всей жизни. Последние полгода жизни Краинский, у которого обнаружился рак, прожил у своего брата Николая в Белграде. Здесь он и скончался 13 марта 1935 года.

## Сочинения
Помимо сочинений профессионального характера, Дмитрий Васильевич Краинский на протяжении большей части своей жизни вёл дневник, являющийся ценным свидетельством по истории последних лет Российской империи и Гражданской войны. Он начал вести дневник в 1903 году и вёл его вплоть до 22 октября 1934 года. После смерти Дмитрия Васильевича его дневниковые записи оказались в архиве его брата Николая. Лишь в 2000-х годах наследники последнего их обнаружили и занялись их расшифровкой. Наиболее интересные и общественно значимые фрагменты дневника были впервые опубликованы в 2016 году под заголовком «Записки тюремного инспектора».

## Награды
- Орден Святой Анны 3-й степени[11].